# Deportivo Pomalca
Deportivo Pomalca es un club de fútbol del Perú, de la ciudad de Pomalca en el Departamento de Lambayeque. Fue fundado el 9 de enero de 1949 y participa en la Copa Perú.

## Historia
Deportivo Pomalca es de los clubes con mayor tradición en la provincia de Chiclayo. Fue fundado bajo el nombre de Ricardo y Enrique de La Piedra, pero refundado como Deportivo Pomalca en 1969 —con el fin de que no se le vinculara con ningún latifundista— debido a la reforma agraria. 
Entre 1998 y el 2001, logró el tetracampeonato departamental de Lambayeque. En la Copa Perú 1999 llegó a la Etapa Nacional luego de eliminar en la Región I a Deportivo Sachapuyos y Deportivo UNP. En los cuartos de final de la Etapa Nacional fue eliminado por Deportivo UPAO.
Clasificó a la Etapa Regional de la Copa Perú 2012 donde quedó eliminado al perder con Académicos Alfred Nobel. Al año siguiente no participó de su liga de origen quedando inactivo algunos años.
En 2018 retornó a la actividad desde la Liga de Pomalca pero no pudo superar la etapa distrital.

## Uniforme
- Uniforme titular: Camiseta roja, pantalón rojo, medias rojas.
- Uniforme alternativo: Camiseta blanca, pantalón blanco, medias blancas.

## Rivalidad
El clásico rival del Deportivo Pomalca es el José Pardo de Tumán, con quien disputa el denominado “Clásico azucarero”.

## Entrenadores
- Segundo Quiroz (2010)

## Palmarés

### Torneos regionales
| Competición regional                         | Títulos                                      | Subcampeonatos    |
| -------------------------------------------- | -------------------------------------------- | ----------------- |
| Etapa Regional - Región I (1/3)              | 1999.                                        | 1998, 2000, 2001. |
| Liga Departamental de Lambayeque (6/2)       | 1998, 1999, 2000, 2001, 2008, 2012. (Récord) | 2010, 2011.       |
| Liga Superior de Lambayeque (2/2)            | 2009, 2010.                                  | 2007, 2008.       |
| Liga Distrital de Chiclayo (7/1)             | 1982, 1984, 1995, 1998, 1999, 2001, 2002.    | 1980.             |
| Liga Distrital de Pomalca (1/0)              | 2025.                                        |                   |
| Segunda División Distrital de Chiclayo (1/0) | 1956.                                        |                   |